# 滝田文彦
滝田 文彦（たきた ふみひこ、1930年3月1日 - 1996年11月11日）は、日本のフランス文学者・翻訳家。東京大学名誉教授。

## 人物・来歴
東京出身。父は実業家の瀧田英二、母は元女優の花柳はるみ。
第八高等学校、東京大学文学部仏文科卒、同大学院に学び、1957年東京大学教養学部講師、助教授、教授、1990年、定年退官、名誉教授。
現代フランス文学を中心に多くの翻訳をした。妹は瀧田あゆち。

## 共編著
- 『言語・人間・文化』（日本放送出版協会、NHK市民大学叢書） 1975
- 『ポケット・フランス旅行会話』（丸山圭三郎共著、三修社） 1982.12

## 翻訳
- 『魅惑』（ピエール・ガスカール、白水社） 1967
- 『夏』（アルベール・カミュ、新潮社、新潮世界文学） 1968
- 『アルコール』（アポリネール、平凡社、世界名詩集） 1968
- 『アドルフ』（コンスタン、中央公論社、世界の文学） 1969
- 『青い花』（レイモン・クノー、筑摩書房） 1969
- 『王道』（アンドレ・マルロー、新潮社、新潮世界文学） 1970、のち文庫
- 『心臓抜き』（ボリス・ヴィアン、白水社、現代フランス小説） 1970、のち文庫
- 「将軍たちのおやつ」（ボリス・ヴィアン、白水社、現代世界演劇6） 1971
- 『イカロスの飛行』（レーモン・クノー、筑摩書房） 1972、のち文庫
- 「キリスト教形而上学とネオプラトニズム」（アルベール・カミュ、新潮社、カミュ全集1） 1972
- 『マノン・レスコー』（プレヴォ、集英社、世界文学全集6） 1975、新版1981
- 『言語理論小事典』（O・デュクロ/ツヴェタン・トドロフ、朝日出版社） 1975
- 『三つの物語 / 純な心』（フロベール、集英社、世界文学全集17） 1976
- 『はまむぎ』（レイモン・クノー、白水社） 1976
- 『なしくずしの死』（セリーヌ、集英社、世界の文学7） 1978.11
- 「もの書く我」（ポール・ヴァレリー、筑摩書房、ヴァレリー全集 カイエ篇1） 1980.6
- 『パルムの僧院』（スタンダール、集英社、世界文学全集20） 1981.2
- 「自我と個性」（ポール・ヴァレリー、筑摩書房、ヴァレリー全集 カイエ篇6） 1981.9
- 『フランス幻想文学傑作選』全3巻（窪田般弥共編、白水社） 1982 - 1983  
  - 抜粋版『フランス幻想小説傑作集』（窪田般弥共編、白水Uブックス） 1985.9
- 『アルルの女 / スガンさんの山羊 / 最後の授業』（アルフォンス・ドーデ、集英社、集英社ギャラリー、世界の文学7） 1990.4
- 『城から城』（セリーヌ、権寧共訳、筑摩世界文学大系80） 1998.5